# Reprezentacja Czech w piłce wodnej mężczyzn
Reprezentacja Czech w piłce wodnej mężczyzn – zespół, biorący udział w imieniu Czech w meczach i sportowych imprezach międzynarodowych w piłce wodnej, powoływany przez selekcjonera, w którym mogą występować wyłącznie zawodnicy posiadający obywatelstwo czeskie. Za jej funkcjonowanie odpowiedzialny jest Czeski Związek Piłki Wodnej (ČSVP), który jest członkiem Międzynarodowej Federacji Pływackiej.

## Historia
W 2000 reprezentacja Czech rozegrała swój pierwszy oficjalny mecz na Mistrzostwach Europy.

## Udział w turniejach międzynarodowych

### Igrzyska olimpijskie
Reprezentacja Czech żadnego razu nie występowała na Igrzyskach Olimpijskich.

### Mistrzostwa świata
Dotychczas reprezentacji Czech żadnego razu nie udało się awansować do finałów MŚ.

### Puchar świata
Czechy żadnego razu nie uczestniczyła w finałach Pucharu świata.

### Mistrzostwa Europy
Czeskiej drużynie jeden raz udało się zakwalifikować do finałów ME. Najwyższe osiągnięcie to 15.miejsce w 2014 roku.